# Jerome Kern (album)
Jerome Kern – album kompilacyjny piosenkarza Binga Crosby’ego, który zaprezentował w nim wykonane przez siebie piosenki napisane przez Jerome Kerna (1885 – 1945). Ostatnie dwie piosenki: „A Fine Romance” i „The Way You Look Tonight”, Crosby wykonał ze swoją pierwszą żoną Dixie Lee.

## Lista utworów
Utwory znalazły się na 4-płytowym, 78-obrotowym zestawie, Decca Album No. A-485.
- Pierwsza płyta: „Till the Clouds Roll By” / „Ol’ Man River”
- Druga płyta: „I’ve Told Ev’ry Little Star” / „Dearly Beloved”
- Trzecia płyta: „Long Ago (and Far Away)” / „All Through the Day”
- Czwarta płyta: „A Fine Romance” (z Dixie Lee) / „The Way You Look Tonight” (z Dixie Lee)